# Arnamalalpur
Arnamalalpur – gaun wikas samiti we wschodniej części Nepalu w strefie Sagarmatha w dystrykcie Siraha. Według nepalskiego spisu powszechnego z 2001 roku liczył on 1431 gospodarstw domowych i 8574 mieszkańców (4200 kobiet i 4374 mężczyzn).